# Solenodon cubanus
Il solenodonte di Cuba  o almiquí (Solenodon cubanus Peters, 1861) è un mammifero appartenente alla famiglia dei Solenodontidi, la quale include un'altra sola specie vivente, il Solenodonte di Hispaniola (Solenodon paradoxus).

## Tassonomia
Le due specie di Solenodon si sono differenziate, a partire da un comune progenitore, circa 25 milioni di anni fa, in corrispondenza della separazione geografica avvenuta tra le due isole di Cuba e Hispaniola. Sulla base di questi dati, che mostrano un tempo di divergenza evolutiva molto lungo, alcuni autori preferiscono considerare le due specie appartenenti a due generi distinti, con il Solenodonte di Cuba incluso nel genere Atopogale e perciò denominato Atopogale cubana.

## Descrizione
Il solenodonte di Cuba ha l'aspetto di un toporagno di grandi dimensioni, pesante all'incirca 1 kg. La lunghezza del corpo è in media 35 cm, escludendo la grossa coda squamosa che può misurare anche 25 cm. Il corpo presenta un pelo di colore bruno-fulvo, più lungo e sottile della specie affine, e che produce un ingrossamento sulle spalle a mo' di collare. Gli arti sono più scuri e terminano con 5 dita ciascuno. La testa è caratterizzata da occhi piccolissimi ed orecchie grandi. Il muso è di colore giallastro e si prolunga con una piccola proboscide, sorretta da una bacchetta cartilaginea, nuda all'estremità e dalla cui base si dipartono numerose e lunghe vibrisse. La bocca è munita di 40 denti e di una lunga lingua ovale.

## Distribuzione e habitat
La specie è endemica dell'isola di Cuba, dove è adatta alla vita nelle dense foreste umide e nelle zone cespugliose, fino ad una altitudine di circa 2000 m.

In tempi relativamente recenti, il solenodonte era presente sia nella regione occidentale, sia nella parte orientale dell'isola, mentre era assente nell'area centrale. Oggi appare localizzato esclusivamente nella provincia orientale.

Considerata estinta varie volte nel secolo scorso, la specie è "risorta" grazie al ritrovamento di alcuni esemplari negli anni settanta e di recente nel 2003. Tuttavia non esistono dati correnti per una corretta stima della popolazione attuale.

## Biologia
Come la maggior parte degli Insettivori, il solenodonte di cuba è un animale notturno: trascorre il giorno riposando in anfratti del terreno e nelle cavità degli alberi ed esce la notte, guidato dall'olfatto e dal tatto, alla ricerca incessante di cibo, costituito principalmente da insetti e ragni anche se non disdegna piccoli rettili, radici, frutti e foglie. Delle speciali ghiandole sottomascellari secernono un veleno che, mischiandosi alla saliva, permette l'uccisione delle prede.
Sono animali relativamente sociali, vivendo isolati od in piccoli gruppi all'interno delle tane. Il tasso di riproduzione è molto basso poiché le femmine, provviste di due mammelle inguinali, danno alla luce uno o al massimo due piccoli all'anno, deponendoli in nidi composti da peli, foglie ed erbe. In cattività possono superare l'età di sei anni.

## Status e conservazione
La IUCN Red List classifica questa specie come in pericolo di estinzione.
La Zoological Society of London, in base a criteri di unicità evolutiva e di esiguità della popolazione, considera Solenodon cubanus una delle 100 specie di mammiferi a maggiore rischio di estinzione.
Parte del suo areale ricade nel territorio del Parco nazionale Alejandro de Humboldt.